# キネトプラスト類
キネトプラスト類（キネトプラストるい、kinetoplastid）は、キネトプラストを持つ鞭毛虫の一群である。人間や家畜に深刻な感染症を引き起こす寄生虫のリーシュマニアやトリパノソーマを含むことで有名であるが、それ以外に自由生活性のものも土壌などから見出される。
従来はキネトプラスト目 (Kinetoplastida) として扱われていたが、これを格上げしてキネトプラスト綱 (Kinetoplastea) とする体系が受け入れられつつある。キネトプラストの訳語を用いて動原核類とする場合もある。

## 特徴
キネトプラスト類は、その名の通りキネトプラスト (kinetoplast) を持つことで特徴づけられる。キネトプラストはもともとフォイルゲン染色によって鞭毛基部の付近に観察された核酸顆粒であり、その実体は非常に発達したミトコンドリア核様体である。光学顕微鏡では観察できない種もあるが、電子顕微鏡を用いれば繊維状の構造として観察できる。キネトプラストは典型的には単一の顆粒だが、それ以外に複数の顆粒が散在する場合や不明瞭になる場合がある。ミトコンドリアは単一で細胞中を管状ないし網状に伸びており、団扇型のクリステを持っている。
基本的には先行鞭毛と後曳鞭毛を1本ずつ持っているが、先行鞭毛を欠く場合や、時期によって鞭毛が縮退して機能しない場合もある。また後曳鞭毛が細胞に付着して波動膜 (undulating membrane) を形成する場合がある。鞭毛には非管状の小毛がある場合がある。
分子生物学的な観点から珍しいシステムを多数用いていることでも特徴的である。
- 全てのmRNAに共通に行われるトランス・スプライシング
- ミトコンドリアにおける複雑なRNA編集
- ポリシストロニックな遺伝子配置

またキネトプラスト類に特徴的なオルガネラとして、グライコソーム (glycosome) がある。これは解糖系の酵素などが局在化するマイクロボディ系のオルガネラである。

## 生態
自由生活性のものは、湿った藁、家畜の糞、土壌や汽水域などバクテリアの多い環境を好む。鞭毛を用いて泳ぎながらバクテリアを捕食し、栄養が欠乏するとシストを形成して休眠するものが多い。その他、Cephalothamnium cyclopum は着生性群体を形成する。
寄生性のものが多く知られており、特にトリパノソーマ科には人間や家畜に深刻な感染症を引き起こすトリパノソーマやリーシュマニアがある。それ以外に魚類の病原体として、イクチオボド症（コスティア症・白雲病）を引き起こす Ichtyobodo necator 、クリプトビア症を引き起こす Cryptobia や Trypanoplasma などが注目される。

## 分類

### 現行の分類
微細構造観察や分子系統解析の結果から、キネトプラスト類はユーグレナ藻類と近縁であることが明らかになった。そこでキネトプラスト類の階級を綱に昇格させてユーグレノゾア門に所属させ、さらに分子系統解析に基づいて従来のボド科を4目に分割する分類体系が提案され、受け入れられつつある。
- Kinetoplastea キネトプラスト綱 
  - Prokinetoplastina プロキネトプラスト亜綱
    - Prokinetoplastida プロキネトプラスト目 - 2本鞭毛。キネトプラストは複数散在。魚類の外部寄生虫 Ichtyobodo と、パラメーバの共生体 Perkinsella からなる。

  - Metakinetoplastina メタキネトプラスト亜綱
    - Neobodonida ネオボド目 - 2本鞭毛。キネトプラストは単一か複数散在。基本的に自由生活性。Cruzella、Dimastigella、Neobodo、Rhynchobodo、Rhynchomonas、Actuariola。
    - Parabodonida パラボド目 - 2本鞭毛。キネトプラストは単一か不明瞭。多くは自由生活性だが、一部の種は寄生性である。自由生活性の Parabodo、Procryptobia、寄生性の Cryptobia、Trypanoplasma。
    - Eubodonida ユーボド目 - 2本鞭毛でうち1本に非管状のマスチゴネマがある。キネトプラストは単一。自由生活性のボドヒゲムシ Bodo のみからなるが、従来 Bodo とされてきた種のある程度多くのものが Parabodo、Neobodo に分割された。
    - Trypanosomatida トリパノソーマ目 - 1本鞭毛。キネトプラストは単一。従来のトリパノソーマ亜目。すべて寄生性である。Blastocrithidia、Crithidia、Herpetomonas、リーシュマニア Leishmania、Leptomonas、Phytomonas、Rhynchoidomonas、トリパノソーマ Trypanosoma、Wallaceina、Angomonas、Sergeia、Strigomonas。

  - incertae sedis - Bordnamonas、Cephalothamnium、Hemistasia。

### 分類史
古典的にはトリパノソーマ科 Trypanosomatidae Doflein, 1901 とボド科 Bodonidae Bütschli, 1887 が認識されており、他の科とともに鞭毛虫綱原鞭毛虫目に所属させられていた。
1961年にプラハで行われた第1回国際原生動物学会議において、Honigbergがこの2つの分類群をキネトプラスト目 Kinetoplastida Honigberg, 1963 にまとめる事を提案した。ボド科には初めキネトプラスト類以外の生物が多く含められていたが、1976年にVickermanがキネトプラストを持たない生物を除外した。
なおボド亜目にクリプトビア科 Cryptobiidae Poche, 1913 を認める場合があった。
- Zoomastigophorea 動物性鞭毛虫綱
  - Kinetoplastida キネトプラスト目
    - Bodonina ボド亜目
      - Bodonidae ボド科
      - （Cryptobiidae クリプトビア科）

    - Trypanosomatina トリパノソーマ亜目
      - Trypanosomatidae トリパノソーマ科